# Seuleukat
Seuleukat is een bestuurslaag in het regentschap Aceh Selatan van de provincie Atjeh, Indonesië. Seuleukat telt 801 inwoners (volkstelling 2010).